# Livegenskab
 Der er for få eller ingen kildehenvisninger i denne artikel, hvilket er et problem. Du kan hjælpe ved at angive troværdige kilder til de påstande, som fremføres i artiklen.

En livegen er en person, der var en godsejers personlige ejendom. I de allerfleste lande blev slaveriet til livegenskab. Den grundlæggende samfundsdeling gik nu mellem feudalherrer og livegne bønder. Forholdet mellem mennesker blev ændret:
Slaveejerne havde regnet slaverne for deres ejendom, loven havde stadfæstet det og betragtede slaverne som ting, der fuldstændig tilhørte slaveejerne. Godsejerne ejede dog ikke de livegne bønder som ting, men havde ret til deres arbejde, ret til at de udførte faste pligter. I praksis var livegenskab på ingen måde forskelligt fra slaveriet, især ikke Rusland.

## Kendetegn
- Det væsentligste kendetegn ved livegenskabet var, at bønderne var stavnsbundet til jorden.
- Bonden kunne arbejde et bestemt antal dage på det stykke jord, som jordejeren havde udpeget til ham; de andre dage arbejdede den livegne bonde for sin herre.
- Kun jordejerne havde fulde rettigheder; bønderne havde ingen.
- I praksis var der meget lidt forskel på deres forhold og slaveforholdene i slaveejerstaten.
- Den livegne bonde blev regnet for godsejerens direkte ejendom.
- Bonden kunne arbejde en del af tiden på sit eget stykke jord, han kunne tilhøre sig selv til en vis grad.
- De livegne bønder var fuldstændig udelukket fra alle politiske rettigheder.

## Rusland
I Rusland blev loven om livegenskabet ophævet i 1861, efter at have eksisteret i næsten to århundreder, med kun få forbedringer sidst i det 19. århundrede. Aleksander 2.'s hovedprincip var, at de livegne skulle frigives med jord, og den 3. marts (19.feb.) 1861 udskrev Aleksander den 2. marts manifestet om bondereformen. 
Reformen omfattede de private godsejeres bønder til forskel fra statens og kronens bønder. 
De livegne udgjorde omkring 35 % af rigets samlede befolkning, mens statens bønder og kronbønderne udgjorde omkring 45 %, og samtlige grupper af frie borgere kun udgjorde 20 %. 
Det var altså over en tredjedel af befolkningen, som fik en ny samfundsmæssig status ved ophævelsen af livegenskabet. Reformen fastslog, at livegne fik deres personlige frihed uden at skulle betale deres hidtidige ejere erstatning. 
- Det var bestemt, at bønderne skulle frigives med jord. Men det var også bestemt at godsejerne skulle have erstatning for den jord de afgav
- Staten skulle betale godsejerne 80 % af købesummen i obligationer og så skulle bønderne betale de 80 % tilbage til staten i løbet af 49 år. Økonomisk var bonden ikke fri, selv om han var blevet det juridisk.

Det var en stor skuffelse for bønderne. Reformernes gennemførelse var en hjælp til godsejerne. Jordfordelingen blev enten beskåret eller solgt til bønderne til meget høje priser. Resultatet var at den nye frie bondestand i resten af århundredet var bastet og bundet af en uoverkommelig gældsbyrde og plaget af en jordhunger, som man ikke før havde kendt. Statsbønderne fik bedre vilkår. I 1858 og 1866 fik de deres frihed og blev med øjeblikkelig virkning selvejende bønder. De fik rimelige jordtildelinger og mere lempelige købsvilkår end de private godsejerbønder.